# Caroline Lenferna de Laresle
Caroline-Françoise-Adélaïde Lenferna de Laresle, in religione Maria Agostina (Pointe-aux-Piments, 20 marzo 1824 – Roma, 28 gennaio 1900), è stata una religiosa mauriziana, fondatrice della congregazione delle Suore di Carità di Nostra Signora del Buono e Perpetuo Soccorso.

## Biografia
Caroline-Françoise-Adélaïde Lenferna De Laresle nasce il 20 marzo 1824 nel distretto di Pamplemousses,
presso Mauritius, da Gabriele e Carolina Enouf, entrambi di famiglia agiata e sinceramente credente. A soli tre anni la piccola perde la madre. Riceve il battesimo all'età di 11 anni a causa delle convinzioni filosofiche del padre, ispirate dalla tendenza laicista francese. Così il 7 dicembre del 1835, su sua stessa richiesta, viene battezzata e quella sera promette a Dio di diventare Suora di Carità. Viene educata presso le figlie di Nostra Signora di Loreto e si distingue per la singolare carità.
Sotto la guida del missionario Belga padre Masuy e del suo vescovo, diede inizio ad una pia unione, legata da voti privati e affidata agli auspici di Nostra Signora del Buon Soccorso il 18 giugno 1850. Lasciò l'isola il 5 giugno 1869.
A questa data la Congregazione contava 108 Suore divise in 19 comunità tutte dipendenti dalla Casa-Madre a Port Louis.
Alla morte di Mons. Hankinson avvenuta nel settembre del 1870, fu nominato nuovo vescovo di Mauritius, nel novembre del 1871, Mons. Scarisbrick che arrivò nell'isola soltanto nel mese di maggio 1872.
Durante il suo soggiorno a Roma, madre Agostina incontrò Mons. Deschamps, arcivescovo di Malines, in Belgio. Questo incontro fu una benedizione e segnò l'inizio dell'apertura della nostra comunità in Belgio, nell'aprile 1872.
Dopo aver soggiornato a Roma per qualche tempo, madre Agostina aprì una comunità e finalmente nel mese di luglio del 1878 si stabilì definitivamente in Via Merulana, dove oggi si trova la Casa generalizia della Congregazione.
Dal 1882 l'Istituto fu definitivamente approvato dalla Santa Sede sotto il titolo di: "Congregazione delle Suore di Carità di Nostra Signora del Buono e Perpetuo Soccorso".
Madre Agostina morì a Roma il 28 gennaio 1900. La Causa della sua beatificazione fu introdotta nel 1927. Quando il Tribunale Ecclesiastico ordinò l'apertura della sua cassa, il 18 dicembre del 1930, il corpo fu trovato in perfetta conservazione, il viso era bianco come neve e un braccio sollevato riprese la sua posizione naturale.
| Controllo di autorità | VIAF (EN) 260170360 · ISNI (EN) 0000 0003 8073 8218 · BAV 495/324495 · BNF (FR) cb12490515d (data) |